# Frankfurt (Main) Hauptwache
Frankfurt (Main) Hauptwache – druga co do wielkości stacja kolei miejskich we Frankfurcie nad Menem, używana przez średnio 181 tys. pasażerów dziennie i należąca do głównych węzłów komunikacyjnych w aglomeracji Renu i Menu. Obok podziemnej stacji dla linii S-Bahn S1-S6 i S8/9 oraz linii metra U1, U2, U3, U6, U7 i U8 znajduje się tu pętla autobusów nocnych.
Nazwa stacji pochodzi od dawnego głównego odwachu miejskiego i noszącego jego nazwę placu.

## Historia
W roku 1961 Rada Miejska Frankfurtu zdecydowała o budowie sieci metra. Pierwsza linia miała łączyć nowe osiedle Nordweststadt na północnym zachodzie miasta z jego centrum. W 1963 rozpoczęto roboty budowlane w rejonie dzisiejszej stacji Miquel-/Adickesallee/Polizeipräsidium (dziś znajduje się tam kamień węgielny). Pierwszy odcinek metra, trasa „A”, został uruchomiony w 1968 i prowadził z Nordweststadt do Hauptwache. W 1973 przedłużono tę trasę na południe, do stacji metra Theaterplatz, obecnie Willy-Brandt-Platz, przez co Hauptwache stała się pośrednią stacją szlakową. W 1986 otwarto przebiegającą pod Zeil trasę metra C z liniami U6 i U7.
Dłużej trwało uruchomienie przebiegającej przez stację linii S-Bahn Rhein-Main. Chociaż o jej powstaniu zadecydowano już w 1962, dopiero 28 maja 1978 uruchomiono pierwszy odcinek tunelu średnicowego. Do 1983 wszystkie linie S-Bahn nadjeżdżały od zachodu poprzez Dworzec Główny i stację Taunusanlage i zawracały na Hauptwache. Aby przyspieszyć zmianę kierunku ruchu, która musiała odbywać się przy krawędzi peronowej, już na Dworcu Głównym do tylnej kabiny elektrycznego zespołu trakcyjnego wsiadał drugi maszynista, który na Hauptwache po krótkim postoju przejmował kierowanie pociągiem. Po otwarciu stacji Konstablerwache Hauptwache stała się także dla S-Bahn stacją pośrednią.

## Układ przestrzenny stacji

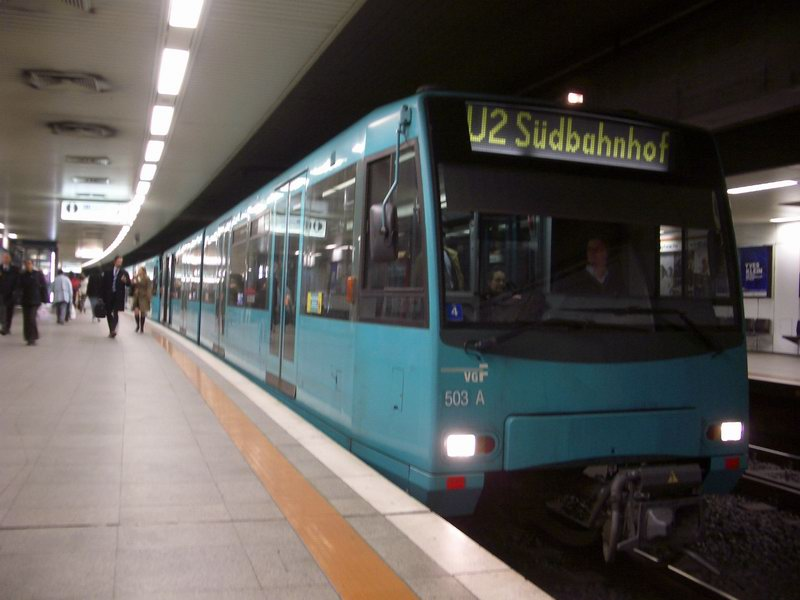
Stacja na tunelu metra A

Poziom przejścia podziemnego mieszczący też galerię handlową (tzw. poziom B) jest połączony z peronami poprzez schody ruchome i windy, a także zwykłe schody. Na głębiej położonym poziomie C znajdują się dwa perony boczne dla linii metra U6 i U7 – tor 1 w kierunku wschodnim na Dworzec Wschodni i Enkheim, zaś tor 4 na zachód, w kierunku Praunheim i Hausen. Między torami metra znajdują się tory S-Bahn z peronem wyspowym – tor 2 w kierunku wschodnim do Dworca Południowego i Hanau, zaś tor 3 do Dworca Głównego i dalej m.in. do Moguncji i Wiesbaden.
Przy obu położonych poprzecznie peronach bocznych najgłębiej położonego poziomu D zatrzymują się linie metra U1, U2 i U3 do Südbahnhof względnie do Heddernheim.